# Kurt Schauppmeier
Kurt Schauppmeier (* 18. Juni 1921 in Schwabach, Mittelfranken; † 11. Januar 2021 in Regensburg) war ein deutscher Sportjournalist. In der Hauptsache arbeitete er für Tageszeitungen im ostbayerischen Regensburg, trat aber auch mehrfach als Buchautor in Erscheinung.
Zeitlebens war er ein begeisterter Amateursportler und gewann auch einmal ein Tischtennisturnier. Bis in sein siebtes Lebensjahrzehnt hinein spielte er Tennis beim TC Rot-Blau Regensburg. Das Fußballspielen musste er aufgeben, als er 1962 bei einem Spiel zwischen Presse und Stadttheater einen offenen Wadenbeinbruch erlitt. „Die Zuschauer glaubten damals, das sei inszeniert“, äußerte er sich einmal zu diesem Ereignis.
Nach dem Krieg studierte der ehemalige Offizier einer Nachrichtentruppe zunächst Bauingenieurswesen am Regensburger Polytechnikum. Seine Laufbahn als Sportjournalist begann er mit dem Beginn eines Volontariates 1951 beim Regensburger Tages-Anzeiger. Später arbeitete für die Mittelbayerische Zeitung.
1956 verfasste er mit  Heute spielt der Uridil über die österreichische Fußballerlegende Josef „Pepi“ Uridil, der nach dem Krieg beim SSV Jahn Regensburg als Trainer wirkte, sein erstes Buch. 1963 folgten Das Buch vom Wintersport und Das neue Sportbuch. 1964 veröffentlichte er das Werk Von der Benzinkutsche zum Düsenauto – ein Streifzug durch die Geschichte des Kraftwagens. 1969 und 1970 folgten Bücher über die beiden damals in Deutschland aufstrebenden Fußballvereine FC Bayern München und Borussia Mönchengladbach. 1972 verfasste er gemeinsam mit Oskar Klose vom Bayerischen Rundfunk das boxgeschichtliche Werk They never come back – die größten Boxkämpfe des Jahrhunderts, das auch für das Fernsehen als Serie aufbereitet wurde.
1961 kürzte er für das Regensburger Verlagshaus Fritz Vogl 20 Romane von Karl May auf jeweils 32 Seiten, so dass diese kostengünstig in Form von Heften vermarktet werden konnten. 1963 erfolgte davon eine illustrierte Gesamtveröffentlichung in Buchform.
2011 wurde Schauppmeier zum Ehrenmitglied des SSV Jahn erkoren, dem er seit kurz nach dem Krieg angehörte. Kurt Schauppmeier war ab 1947 verheiratet. Er starb, ein Jahr nach dem Tod seiner Frau, im Januar 2021 im Alter von 99 Jahren.